# Tomasz Łapiński
Tomasz Łapiński, né le 1er août 1969 à Łapy (Pologne), est un footballeur polonais, évoluant au poste de défenseur. 
Au cours de sa carrière, il évolue au Pogoń Łapy, au Widzew Łódź, au Legia Varsovie, à Piotrcovia et au Mazowsze II Grójec, ainsi qu'en équipe de Pologne. Łapiński ne marque aucun but lors de ses trente-six sélections avec l'équipe de Pologne entre 1992 et 1999.

## Biographie

### En club
Avec l'équipe du Widzew Łódź, club où il joue pendant 13 saisons, il remporte deux championnats de Pologne, et une Supercoupe de Pologne.
Son bilan en première division polonaise est de 282 matchs joués, pour deux buts marqués. En Ligue des champions, il prend part à 11 matchs, sans inscrire de but.

### En équipe nationale
Tomasz Łapiński reçoit 36 sélections en équipe de Pologne entre 1992 et 1999.
Il joue son premier match en équipe nationale le 26 août 1992 contre la Finlande, et son dernier le 9 juin 1999 face au Luxembourg. Il porte à 10 reprises le brassard de capitaine de la sélection polonaise.
Il participe avec la Pologne aux Jeux olympiques d'été de 1992 organisés à Barcelone. Lors du tournoi olympique, il joue 6 matchs. La Pologne remporte la médaille d'argent, en étant battu par l'Espagne lors de l'ultime match.
Tomasz Łapiński dispute également deux matchs, contre la Moldavie puis la Géorgie, comptant pour les tours préliminaires du mondial 1998.

## Carrière de joueur
- 1986-1987 :  Pogoń Łapy
- 1987-1999 :  Widzew Łódź
- 2000-2002 :  Legia Varsovie
- 2003 :  Piotrcovia
- 2004 :  Widzew Łódź
- 2005 :  Mazowsze II Grójec

## Palmarès

### En équipe nationale
- 36 sélections et 0 but avec l'équipe de Pologne entre 1992 et 1999

### Avec le Widzew Łódź
- Vainqueur du championnat de Pologne en 1996 et 1997
- Vainqueur de la supercoupe de Pologne en 1997